# محطة فضاء

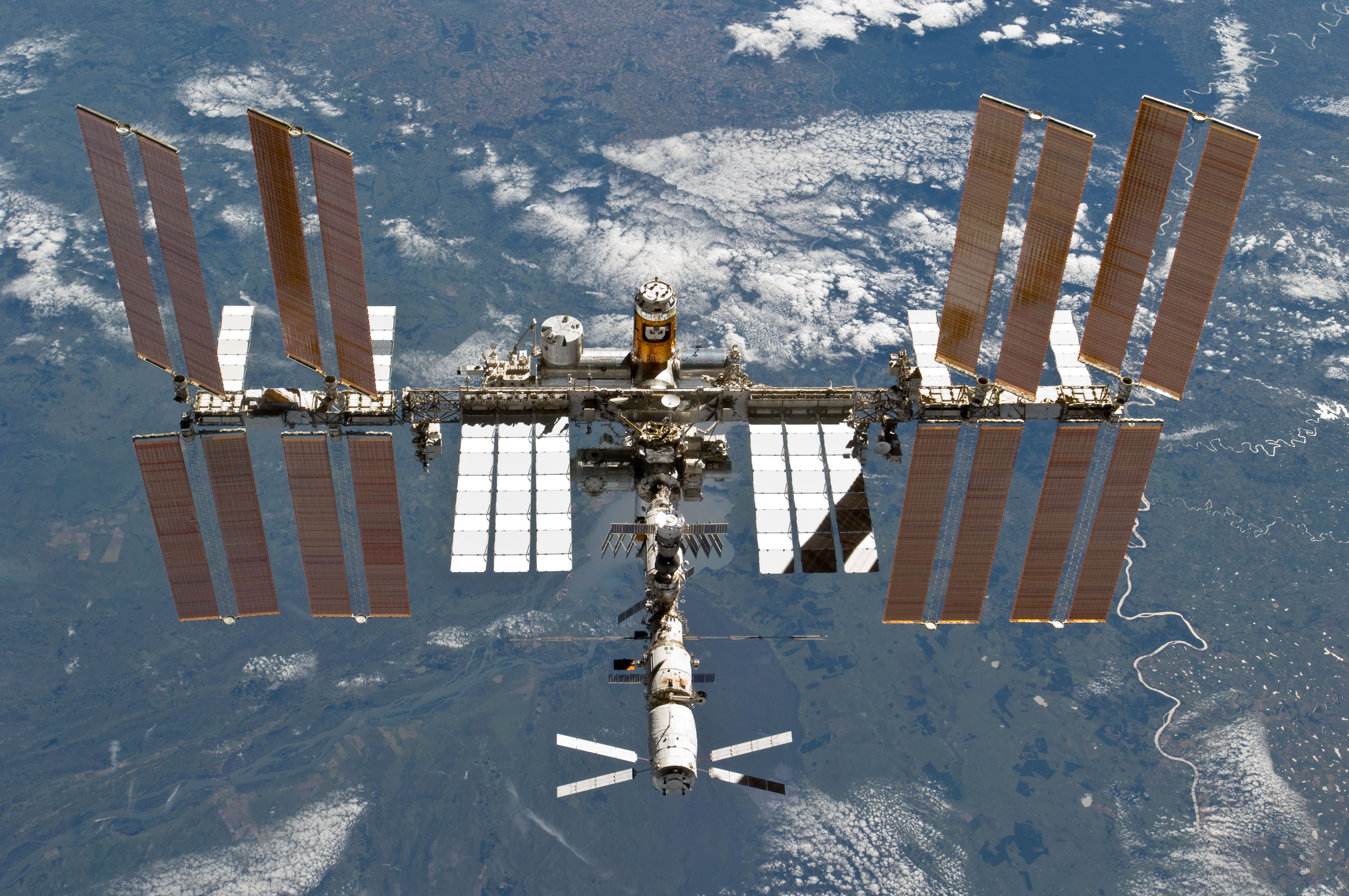
صورة لمحطة الفضاء الدولية التقطها مكوك الفضاء في 7 مارس 2011.

محطة الفضاء هو بناء اصطناعي مخصص للقيام بأنشطة في المدار المنخفض حول الأرض لأغراض مختلفة ذو حيز داخلي كافي ومؤهل لإستضافة البشر وحفظ الحياة. تم تصميمه ليبقي في المدار الأرضي المنخفض لفترة زمنية طويلة نسبيا، ومحطات الفضاء لديها القابلية للاندماج مع المركبات الفضائية القادمة من الأرض بشكل عام و تتميّز عن غيرها من المركبات الفضائية المأهولة بعدم وجود نظام دفع رئيسي (بدلا من ذلك تستخدم صواريخ حاملة كبيرة لتوصيلها إلى مدار تدور فيه حول الأرض ). كما أنها تحتاج إلى كبسولات خاصة تقوم بنقل علماء الأبحاث الذين يعملون عليها، وكذلك لإعادتهم للأرض. تقوم تلك الكبسولات أيضا بتموين المحطة الفضائية بالغذاء والماء والأجهزة، وكل ما يحتاجه الباحثون عليها لإجراء أبحاثهم المختلفة التي تتم في حالة انعدام الجاذبية.
تستخدم المحطات الفضائية لدراسة آثار الرحلات الفضائية على جسم الإنسان في الأجل الطويل، وكذلك كقاعدة للعديد من الدراسات العلمية الطويلة لتفيد غيرها من المركبات الفضائية. ويوجد العديد من المحطات الفضائية من جنسيات مختلفة وتعتبر محطة الفضاء الدولية هي المحطة الوحيدة العاملة و المأهولة حاليا
محطات شهيرة مثل:
- محطة ساليوت: ساليوت 1 وساليوت 2 وساليوت 3 سالوت 4 وسالوت 5 سالوت 6، ساليوت 7
- سكايلاب Skylab
- مير MIR
- محطة الفضاء الدولية ISS

راجع قائمة المحطات الفضائية